# Мікростокова фотографія
Мікростокова фотографія — відгалуження традиційної стокової фотографії, в якому працює велика частина стокових фотографів. Компанії, що працюють у цьому напрямку, характеризуються:
- отриманням зображень почасти лише через інтернет;
- отриманням зображень від більшої кількості фотографів, аніж традиційні стокові агентства (включаючи готовність приймати зображення від фотографів-аматорів);
- реалізацією цих зображень за досить низькою ціною (зазвичай від 0,2 до 10 доларів за зображення) за системою без додаткових відрахувань (т.з. royalty free).

Багато мікростокових сайтів продають векторні зображення, а деякі з них — Flash-анімацію та відео, нарівні з фотографіями.

## Історія
Піонером мікростокової фотографії був Брюс Лівінгстон (англ. Bruce Livingstone), який у травні 2000 року відкрив фотобанк iStockPhoto, оригінальний для тих часів проєкт, який швидко перетворився у феномена індустрії. Період найактивнішого формування ринку мікростоків припадає на часовий проміжок з 2003 по 2009 рік. За цей час були засновані фотобанки, які сьогодні домінують в індустрії: Shutterstock (2003) , Dreamstime (2004), Can Stock Photo (2004) , Fotolia (2005) , Depositphotos (2009). У лютому 2006 року Лівінгстон продав iStockPhoto Фотобанку Getty Images за 50 млн доларів США. У грудні 2014 року Fotolia була поглинена компанією Adobe, сума угоди склала близько 800 мільйонів доларів США.

## Практика
Кожен мікросток використовує власні схеми ціноутворення та платежів. Фотографи можуть завантажувати одні і ті ж зображення у кілька фотобанків, або, в деяких випадках, стати ексклюзивним фотографом і отримувати збільшені комісійні виплати.
Не існує виплат за передачу зображень в мікростоковий фотобанк. Тим не менш, фотобанки не приймають кожну із надісланих фотографій. Кожне зображення перевіряється командою інспекторів, які перевіряють та визначають його технічну якість, художню та комерційну цінність. Фотографи додають до зображень ключові слова, які допомагають потенційним покупцям здійснювати пошук у базі фотобанку.
Основна ідея мікростоків полягає у тому, що якість є дуже важливим аспектом і фотографи можуть заробити стільки ж на безлічі дрібних продажів, скільки б вони могли заробити на малій кількості продажів у традиційному фотобанку.
З появою мікростоків серед фотографів склалася думка, що мікростоки знецінюють фотографію, тому що більшість зображень на всі випадки життя продається за символічну плату. Стокові фотографи розцінюють розвиток мікростоків як основну причину зменшення їхніх доходів.